# Ubby Sogn
Ubby Sogn er et sogn i Kalundborg Provsti (Roskilde Stift). Sognets kirke ligger i Ubby. En stor stenblok placeret i muren ved kirkens indgang, angiver at det var Esbern Snare der fik den bygget i 1179. Kirken er vejkirke.
I dag er Ubby sogn en del af Hvidebæk pastorat. I 1800-tallet var Ubby Sogn et selvstændigt pastorat. Det hørte til Ars Herred i Holbæk Amt. Ubby sognekommune blev ved kommunalreformen i 1970 indlemmet i Hvidebæk Kommune, der ved strukturreformen i 2007 blev en del af Kalundborg Kommune. 
I sognet findes følgende autoriserede stednavne:
- Drejager (bebyggelse)
- Dysselodden (bebyggelse)
- Flinterupkrogen (bebyggelse)
- Forsinge (bebyggelse)
- Forsinge By (bebyggelse, ejerlav)
- Frankerup (bebyggelse)
- Frankerup By (bebyggelse, ejerlav)
- Katholm (bebyggelse)
- Kelleklinte (bebyggelse)
- Kelleklinte By (bebyggelse, ejerlav)
- Kelleklintegård (bebyggelse)
- Kelleklintemose (bebyggelse)
- Klovby (bebyggelse)
- Klovby By (bebyggelse, ejerlav)
- Langelinie (bebyggelse)
- Nørre Kelleklinte Mark (bebyggelse)
- Saltofte (bebyggelse, landbrugsejendom)
- Saltofte Vænge (bebyggelse ejerlav)
- Ubby (bebyggelse)
- Ubby By (bebyggelse, ejerlav)
- Vesterbro (bebyggelse)
- Yppenbjerg (bebyggelse)